# 福建省 (清朝)
福建省（穆麟德轉寫：fugiyan golo），簡稱閩，是清朝的内地十八省之一。

## 督抚沿革
1645年，设闽浙总督。1647年，设福建布政使司、福建巡抚，駐福州府。1875年福建巡抚移駐台北府，福建布政使司仍駐福州。1885年，福建巡抚改为台湾巡抚，闽浙总督兼管福建巡抚事。

## 行政区划
| 福建省行政区划图（1820年）                                                                   |
| 福州府 福宁府 延平府 建宁府 邵武府 汀州府 漳州府 龙岩州 兴化府 泉州府 永春州 台湾府 属台湾府 |

清朝下轄十府、二直隸州，共計二廳、五十八縣：

### 福州道
福州府
衝繁疲難，最要。下轄闽县（附郭）、侯官县（附郭）、长乐县、福清县、连江县、罗源县、闽清县、永福县、古田县、屏南县（1734年分古田县设）、平潭廳（1798年分福清县設）。
福宁府
1734年由福宁直隶州改。衝，簡缺。下辖霞浦县（附郭）、福安县、宁德县、寿宁县（1734年从建宁府来属）、福鼎县（1738年分霞浦县设）。

### 延建邵道
延平府
衝繁，中缺。下辖南平县（附郭）、顺昌县、将乐县、沙县、尤溪县、永安县。
建宁府
衝繁，中缺。下辖建安县（附郭）、瓯宁县（附郭）、建阳县、崇安县、浦城县、松溪县、政和县。
邵武府
衝疲，中缺。下辖邵武县（附郭）、光泽县、建宁县、泰宁县。

### 汀漳龙道
汀州府
衝繁疲，要缺。下辖长汀县（附郭）、宁化县、清流县、归化县、连城县、上杭县、武平县、永定县。
漳州府
衝繁疲難，最要。下辖龙溪县（附郭）、漳浦县、海澄县、南靖县、长泰县、平和县、诏安县、雲霄廳（1798年分漳浦县设）。
龙岩直隶州
1734年改漳州府龙岩县设。繁難，中缺。下辖漳平县、宁洋县。

### 兴泉永道
兴化府
衝繁，中缺。下辖莆田县（附郭）、仙游县。
泉州府
衝繁疲難，最要。下辖晋江县（附郭）、南安县、惠安县、同安县、安溪县、馬巷廳（1776年分同安县设）。
永春直隶州
1734年改泉州府永春县设。下辖德化县、大田县。

### 臺灣道
1684年设臺廈道，1727年改為臺灣道，1885年臺灣道改隸福建臺灣省。
臺灣府
1684年设，初設時僅有臺灣、鳳山、諸羅三縣。衝繁疲難，最要。下辖臺湾县（附郭）、澎湖厅（1727年分臺湾县设）、凤山县、恒春县（1875年分鳳山縣设）、嘉義縣（原稱諸羅，1787年改稱嘉義）、彰化县（1723年分諸羅縣新闢領土设）、埔里社厅（1875年分彰化县设）、卑南廳（1875年開山撫番新闢領土）。
臺北府
1875年分臺湾府设。衝繁，中缺。下辖淡水县（附郭，1875年分淡水廳設）、新竹县（1731年分彰化縣設淡水厅，1875年改為新竹縣）、宜兰县（1810年新闢領土设噶玛兰厅，1875年改为宜蘭县）、基隆厅（1875年分淡水廳设）。